# Veľké Uherce
Veľké Uherce (ungarisch Nagyugróc) ist eine Gemeinde in der West-Mitte der Slowakei mit 1980 Einwohnern (Stand 31. Dezember 2024), die zum Okres Partizánske, einem Teil des Trenčiansky kraj gehört.

## Geographie
Die Gemeinde befindet sich im oberen Tal der Nitra, an deren linksufrigem Zufluss Drahožica, der auch den kleinen Stausee namens Veľké Uherce oberhalb des Dorfes versorgt. Große Teile des Gemeindegebietes liegen im Gebirge Tribeč, das als Teil des Landschaftsschutzgebiets Ponitrie geschützt wird. Das Ortszentrum liegt auf einer Höhe von 230 m n.m. und ist sechs Kilometer östlich von Partizánske entfernt.

## Geschichte

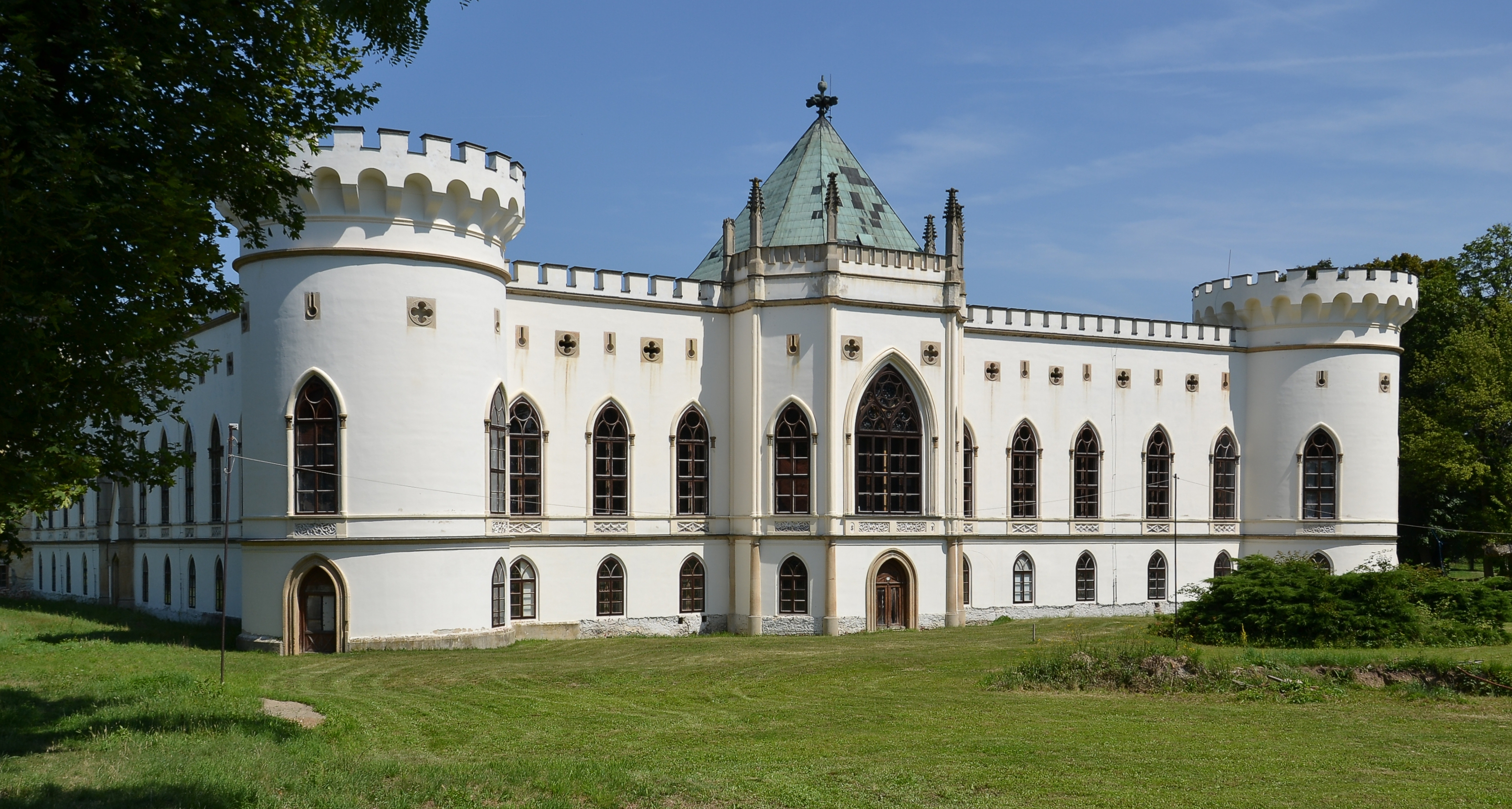
Schloss in Veľké Uherce

Der Ort wurde zum ersten Mal 1274 als Vgrych schriftlich erwähnt.

## Persönlichkeiten
- Zuzana Valentová (* 1985), slowakische Fußballschiedsrichterin

## Bevölkerung
| Jahr                | 1994 | 2004    | 2014    | 2024    |
| ------------------- | ---- | ------- | ------- | ------- |
| Anzahl der Personen | 1897 | 1983    | 2025    | 1980    |
| Unterschied         |      | +4,53 % | +2,11 % | −2,22 % |

| Jahr                | 2023 | 2024    |
| ------------------- | ---- | ------- |
| Anzahl der Personen | 1998 | 1980    |
| Unterschied         |      | −0,90 % |

Ergebnisse der Volkszählung 2001 (1964 Einwohner):
| Nach Ethnie: - 98,98 % Slowaken - 0,61 % Tschechen - 0,10 % Polen | Nach Konfession: - 89,56 % römisch-katholisch - 6,31 % konfessionslos - 2,90 % keine Angabe - 0,76 % evangelisch |

## Sehenswürdigkeiten
- Schloss im romantischen Stil, mit einem englischen Park
- Kirche aus dem 14. Jahrhundert, in 17. Jh. im Renaissance-Stil umgestaltet